# Castello di Montorio Veronese
Il castello di Montorio è un castello di origine medievale situato sulla collina di Montorio Veronese, a cui nell'Ottocento fu annesso una grande batteria, entrando a far parte così nuovamente dell'imponente sistema difensivo di Verona.

## Descrizione del castello

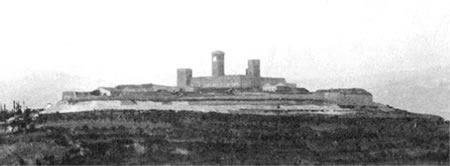
Il castello in una foto del 1866

Il castello di Montorio include nel suo insieme i resti del castrum medievale, il cui impianto risale al X secolo, su preesistenze romane; fu poi compiuto nel secondo decennio del XII secolo. Successivamente, durante il riassetto scaligero (seconda metà del XIV secolo), fu rafforzato e ampliato con l'aggiunta della bastia. Alla trasformazione ottocentesca è attribuita la demolizione e la manomissione di gran parte delle preesistenze medievali, ma va ricordato che in epoca veneta il castello venne progressivamente abbandonato e che già nel XVIII secolo si presentava diroccato e quasi allo stato di rudere.
Gli imponenti resti del castello medievale si ergono sul colle di Montorio, ultimo rilievo del crinale che si protende a sud; dominando la pianura circostante, oggi largamente urbanizzata, e fissando nel paesaggio un suggestivo riferimento prospettico.

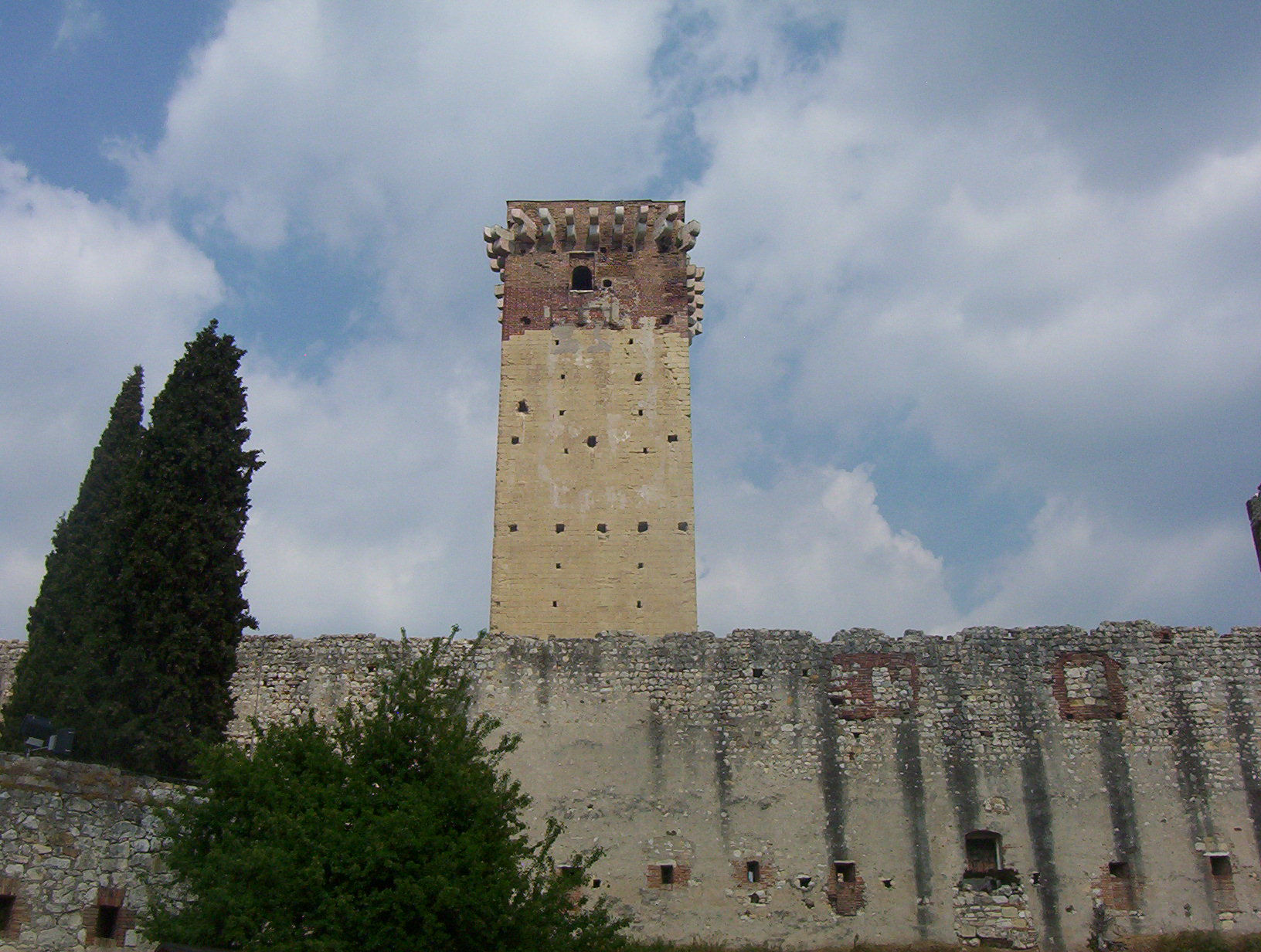
Torre principale

Nel suo assetto compiuto (XIV secolo), il castello si componeva di due parti: il recinto minore (castrum), situato verso settentrione, e l'annesso recinto maggiore (bastia), entrambi originariamente merlati e turriti. L'impianto dei due recinti era irregolare per l'adattamento alla sommità del colle di Montorio. Allo stato attuale, possiamo riconoscere sia il vasto impianto d'insieme del castello, sia alcune opere che contrassegnano le principali fasi costruttive medievali. All'interno del castrum si erge l'alto mastio (XII secolo), a conci squadrati di tufo, su basamento marmoreo; la sopraelevazione di laterizio, con i resti dell'apparato a sporgere sono scaligeri (1360-1380).
Un altro elemento del castrum primigenio si riconosce, accanto all'angolo est, nella torre chiusa (XII secolo) a conci rustici di tufo, su basamento marmoreo. La cortina meridionale e la torre angolare ovest, aperta verso la gola, assieme alla cortina e alla torre angolare nord-est, identificano il riassetto del castrum realizzato dagli Scaligeri (XIV secolo). Alla medesima fase costruttiva si deve il recinto maggiore (bastia), il cui fronte occidentale è ancora riconoscibile, mentre del fronte meridionale e di quello orientale, quasi completamente demoliti dagli austriaci per sistemare le postazioni d'artiglieria, si conservano solo le muraglie del basamento.

## Descrizione della batteria

Castello negli anni settanta

La grande batteria annessa al castello è a tracciato irregolare, adattata alle preesistenze del castello medievale. Faceva sistema con il Forte San Michele, a 2800 metri in pianura, e con il Forte Preara, a 700 metri verso settentrione, sull'altura maggiore del medesimo crinale di Montorio. Il fronte principale della batteria, da nord-est a sud, coincide con il recinto della bastia scaligera, demolito per erigere, sul medesimo tracciato, il terrapieno con le postazioni d'artiglieria (ramparo, parapetto, traverse). Dal saliente arrotondato (nord-est), le sue artiglierie battevano le falde antistanti del colle di San Martino, le Ferrazze e l'imbocco della valle; dal lungo fronte rettilineo (sud-est), sino al risvolto meridionale, le bocche da fuoco dominavano l'ampio settore di pianura, incrociando i tiri con il Forte San Michele. Il fronte secondario della batteria, verso nord, coincide con il recinto del castrum, anch'esso demolito per erigere la retrostante batteria di terra, che prendeva d'infilata la valle di Mizzole.
I diversi fronti delle batterie erano difesi da un ampio fosso asciutto, scavato nel vivo del monte al piede degli alti basamenti murari scaligeri, mantenuti in opera. Le artiglierie erano approvvigionate da una polveriera con copertura blindata; nel settore opposto, un'altra traversa di terra, con sottostanti ricoveri blindati, era ordinata per la difesa di fanteria, e delimitava un ridotto difensivo interno. Lungo la cortina anteposta al mastio, altri due ricoveri blindati per la guarnigione erano addossati alle opposte facciate del muro scaligero.
Anche nell'assetto absburgico, il castrum mantenne l'originaria funzione di ridotto: al suo interno era destinato alle necessità logistiche un antico fabbricato con annessa cisterna per l'acqua potabile. Le riserve alimentari erano conservate nella torre maestra, sulla cui sommità era collocata la stazione del telegrafo ottico, comunicante con il Forte San Mattia.
Considerato il numeroso presidio di artiglieri, per l'azione di combattimento, e di fucilieri, per la difesa ravvicinata, è ragionevole pensare che in caso di guerra parte dei soldati venisse attendata nelle vaste pertinenze interne del castello. Il corpo di guardia permanente della batteria era sistemato nella casermetta esterna, in posizione defilata sul versante collinare settentrionale, oggi trasformata in casa colonica.

### Armamento
- 9 cannoni ad anima rigata da 9,5 cm ad avancarica
- 9 cannoni ad anima liscia
- 2 mortai da 24 cm ad anima liscia

Riserve di munizioni: 48.800 kg di polveri.
rugoso

### Presidio di guerra
- 297 fanti
- 43 artiglieri

Presidio di emergenza: 160 uomini

## Stato di conservazione
Tutte le torri e le cortine superstiti sono prive delle merlature. I vari fronti della batteria sono ancora riconoscibili, nonostante la manomissione delle opere di terra (parapetti, traverse, rampari). Attualmente è aperta al pubblico soltanto la corte maggiore, accessibile dall'ingresso ottocentesco. Le altre parti del castello, fino a poco tempo fa non visitabili, sono chiuse da una recinzione, oltre la quale cresceva vegetazione infestante. La polveriera è stata restaurata e resa funzionale nel 2010, come pure le mura medievali e le torri della rocca. Sono terminati i lavori di riqualificazione e restauro, è possibile visitare la rocca tutto l'anno anche attraverso percorsi guidati ed in concomitanza di alcuni eventi.